# Störung der Religionsausübung
Störung der Religionsausübung (Deutschland) bzw. Störung einer Religionsübung (Österreich) ist ein Straftatbestand (Vergehen), der in Deutschland in § 167 des Strafgesetzbuches (StGB), in Österreich in § 189 des Strafgesetzbuches (öStGB) geregelt ist.

## Deutschland

### Strafgrund
Die Norm schützt nach herrschender Meinung den öffentlichen Frieden. Ergänzend soll zumindest mittelbar die ungestörte Ausübung von Religion und Weltanschauung geschützt sein. Deren Schutzbedürftigkeit wird aus Artikel 4 Absatz 2 Grundgesetz gefolgert.

### Tatobjekt und Tathandlung
Nach Absatz 1 Nr. 1 muss grundsätzlich ein Gottesdienst oder eine gottesdienstliche Handlung einer im Inland bestehenden Kirche oder anderen Religionsgesellschaft vorliegen. Ein Gottesdienst wird in der Literatur und der Rechtsprechung definiert als eine Veranstaltung, bei der sich Mitglieder einer Religionsgemeinschaft versammeln, um sich durch gemeinsame Andacht, Verehrung und Anbetung Gottes nach den Vorschriften, Gebräuchen und Formen ihrer Vereinigung religiös zu erbauen. Demnach geht es bei der Variante um das Gemeinsame, das Allgemeine. Demgegenüber soll es bei der gottesdienstlichen Handlung um das besondere religiöse Bedürfnis eines Einzelnen gehen.
Probleme können sich dann ergeben, wenn eine Veranstaltung mehrere Zwecke hat, wenn also beispielsweise eine politische Veranstaltung in einem religiösen Gewand erscheint. Hier ist im Einzelfall darauf abzustellen, ob die Veranstaltung noch als Gottesdienst durchgehen kann (also ob der religiöse Faktor dominant erscheint) oder ob das Religiöse nur Mittel zum Zweck ist. Da sich der Gottesdienst durch das Gemeinsame der Gläubigen auszeichnet, scheiden Veranstaltungen (beispielsweise Messen) mit nur einer anwesenden Person aus der Strafbarkeit aus.
Der Täter muss den Gottesdienst oder die gottesdienstliche Handlung in grober Weise stören. Stören ist jede Beeinträchtigung des vorgesehenen Ablaufs. Wann diese „grob“ ist, kann an Indizien festgemacht werden, beispielsweise an der Länge (es reichen 1,5–2 Minuten), oder daran, dass die Person aus der Veranstaltung entfernt werden muss.
Der Täter muss absichtlich, also zielgerichtet, den Gottesdienst oder die gottesdienstliche Handlung stören.
Ein Erfolg (beispielsweise ein Abbruch des Gottesdienstes) wird nicht vorausgesetzt, es handelt sich somit um ein abstraktes Gefährdungsdelikt.
Der Tatbestand ist ausgeschlossen, wenn der Täter aus nachvollziehbaren Gründen „stört“. Denkbar wären beispielsweise Schreie, dass es brenne. In solchen Fällen, die dem Notstand ähnlich sind, muss eine Billigung seitens der Teilnehmer erwartet werden.
Nach Absatz 1 Nr. 2 muss an einem Ort, der dem Gottesdienst einer solchen Religionsgesellschaft gewidmet ist, beschimpfender Unfug verübt werden. Eine Widmung liegt dann vor, wenn der Ort objektiv als religiös erkennbar ist und wesentlich für die Religionsausübung ist. Beschimpfender Unfug ist eine Handlung, die eine rohe Gesinnung offenbart und die Missachtung gegenüber dem besonderen Charakter eines Ortes zum Ausdruck bringt. Also Beispiele werden oft folgende Handlungen genannt: Singen pornografischer Lieder, Anschmieren von Hakenkreuzen, sexuelle Verhaltensweisen.
Nach Absatz 2 sind Weltanschauungsvereinigungen gleichgestellt. Eine Weltanschauungsvereinigung ist jede Vereinigung zur Wahrnehmung einer gemeinsamen Weltanschauung. Eine Weltanschauung ist jedes weiter gefasstes Erklärungssystem für die Beziehungen von Menschen und das Verhältnis des Menschen zu Gesellschaft und Natur (etwa Marxismus, Existenzphilosophie, Darwinismus  und Anthroposophie, aber auch etwa sozialethisch problematische Gruppierungen wie Sekten).

### Geschichte
Seit dem 1. StrRG vom 25. Juni 1969 hat die Norm ihre heutige Fassung.

### Strafrahmen und Prozessuales
Die Tat kann mit Freiheitsstrafe bis zu drei Jahren oder Geldstrafe geahndet werden.
Es handelt sich um ein Offizialdelikt und wird auch ohne Strafantrag der Religionsgemeinschaft verfolgt.

### Kritik
Aus kriminalpolitischer Sicht wird bisweilen bezweifelt, ob ein strafrechtlicher Schutz nötig ist. Eine Ordnungswidrigkeit sei ausreichend. Letztlich sei es die Kriminalisierung eines Tabus.
Auch wird teilweise der Verweis auf das Grundgesetz und der der daraus abgeleitete Schutzanspruch kritisiert, da Absatz 1 Nr. 2 mit diesem nicht harmoniere. Wenn beschimpfender Unfug verübt werde, sei die Religionsausübungsfreiheit nicht zwangsläufig eingeschränkt. Außerdem seien andere grundrechtlich geschützte Verhaltensweisen auch nicht vom Strafrecht geschützt. Die Strafbarkeit sei zweifelhaft.

### Beispiele
Im Dezember 2014 wurde die zum Tatzeitpunkt der Gruppe Femen zugehörige Aktivistin Josephine Witt zu einer Geldstrafe von 60 Tagessätzen zu je 20 Euro wegen der Störung der Religionsausübung verurteilt, weil sie während eines Weihnachtsgottesdienstes im Kölner Dom 2013 nur mit einem Lendenschurz bekleidet auf den Altar gesprungen war, während die Worte „I am God“ (engl. für „Ich bin Gott“) auf ihren Oberkörper geschrieben waren und sie dort antichristliche Glaubensbekenntnisse skandierte.
Im Januar 2016 stieg der Performancekünstler Alexander Karle über eine Absperrkordel in den Altarraum der katholischen Basilika St. Johann in Saarbrücken, um auf dem dortigen Altar 26 Liegestütze zu machen. Seine Aktion filmte er und veröffentlichte das Video unter dem Titel „pressure to perform“ (d. h. deutsch: „Leistungsdruck“) in Schaufenstern. Mit der Handlung wollte er seine kritische Einstellung gegenüber der Leistungsgesellschaft zeigen, der eben nichts mehr heilig sei. Zum Zeitpunkt der Aktion fand in der Kirche kein Gottesdienst statt. Dennoch wurde Karle in erster Instanz vom Amtsgericht Saarbrücken wegen Störung der Religionsausübung und Hausfriedensbruch verurteilt, in zweiter Instanz erkannte das Landgericht nur auf Hausfriedensbruch, in dritter Instanz wurde er vom Oberlandesgericht jedoch wiederum wegen Störung der Religionsausübung und Hausfriedensbruch verurteilt. Zugleich titulierte das Oberlandesgericht die Aktion als „beschimpfenden Unfug“. Das Landgericht Saarbrücken setzte daraufhin eine Geldstrafe von 600 Euro fest.

## Österreich
In Österreich ist die Störung einer Religionsübung in § 189 StGB unter Strafe gestellt. Die Tat kann dabei mit Geldstrafe bis zu 360 Tagessätzen oder mit Freiheitsstrafe bis sechs Monate bestraft werden. Wenn bei der Tatausführung Gewalt angewandt wurde, ist eine Freiheitsstrafe bis zu zwei Jahren möglich.

## Schweiz
In der Schweiz gibt es keine derartige Strafvorschrift, jedoch wird die Störung der Glaubens- und Kultusfreiheit nach Art. 261 StGB mit Geldstrafe bestraft.